# Чемпіонат СРСР з футболу 1955 (клас «А»)
Сезон 1955 року у класі «А» чемпіонату СРСР з футболу — 17-й в історії турнір у вищому дивізіоні футбольної першості Радянського Союзу. Тривав з 10 квітня по 27 жовтня 1955 року. Участь у змаганні узяли 12 команд, 2 гірших з яких за результатами сезону полишили елітний дивізіон.
Переможцем сезону стала команда «Динамо» (Москва), для якої ця перемога у чемпіонаті стала другою поспіль та сьомою в історії.
| Чемпіон СРСР 1955           |
| --------------------------- |
| «Динамо» (Москва) 7-й титул |

## Підсумкова таблиця
| М  | Команда                       | І  | В  | Н  | П  | М     | О  |
| -- | ----------------------------- | -- | -- | -- | -- | ----- | -- |
|    | «Динамо» (Москва)             | 22 | 15 | 4  | 3  | 52-16 | 34 |
|    | «Спартак» (Москва)            | 22 | 15 | 3  | 4  | 55-27 | 33 |
|    | ЦБРА (Москва)                 | 22 | 12 | 7  | 3  | 35-20 | 31 |
| 4  | «Торпедо» (Москва)            | 22 | 10 | 8  | 4  | 39-32 | 28 |
| 5  | «Локомотив» (Москва)          | 22 | 9  | 7  | 6  | 32-27 | 25 |
| 6  | «Динамо» (Київ)               | 22 | 8  | 6  | 8  | 31-37 | 22 |
| 7  | «Шахтар» (Сталіно)            | 22 | 4  | 10 | 8  | 23-34 | 18 |
| 8  | «Зеніт» (Ленінград)           | 22 | 5  | 8  | 9  | 23-36 | 18 |
| 9  | «Динамо» (Тбілісі)            | 22 | 6  | 4  | 12 | 25-36 | 16 |
| 10 | «Трудові резерви» (Ленінград) | 22 | 5  | 6  | 11 | 28-41 | 16 |
| 11 | «Крила Рад» (Куйбишев)        | 22 | 4  | 5  | 13 | 21-39 | 13 |
| 12 | «Спартак» (Мінськ)            | 22 | 2  | 6  | 14 | 13-32 | 10 |

## Медалісти
Гравці перших трьох команд, які взяли участь щонайменше в половині матчів, отримали медалі чемпіонату:
 «Динамо» (Москва): Лев Яшин, Констянтин Крижевський, Борис Кузнецов, Анатолій Родіонов, Євген Байков, Володимир Савдунін, Володимир Рижкін, Генріх Федосов, Володимир Ільїн, Володимир Шабров, Алекпер Мамедов.
 «Спартак» (Москва): Владас Тучкус, Емеріх Микулець, Юрій Сєдов, Анатолій Масльонкін, Михайло Огоньков, Ігор Нетто, Олексій Парамонов, Арутюн Кегеян, Борис Татушин, Анатолій Ісаєв, Сергій Сальников, Анатолій Ільїн, Микола Паршин.
 ЦБЧА (Москва): Борис Разинський, Михайло Перевалов, Анатолій Порхунов, Анатолій Башашкін, Олександр Петров, Віктор Фомін, Йожеф Беца, Володимир Агапов, Віктор Федоров, Валентин Ємишев, Юрій Беляєв.

## Бомбардири
| М | Гравець          | Команда    | Голи |
| - | ---------------- | ---------- | ---- |
| 1 | Едуард Стрєльцов | «Торпедо»  | 15   |
| 2 | Микола Паршин    | «Спартак»  | 13   |
| 3 | Володимир Ільїн  | «Динамо» М | 12   |
|   | Сергій Сальников | «Спартак»  | 12   |
| 5 | Михайло Коман    | «Динамо» К | 10   |